# Pygoplus trifasciatus
Pygoplus trifasciatus is een hooiwagen uit de familie Assamiidae.